# Nationella trafiksäkerhetsförbundet
Nationella trafiksäkerhetsförbundet (NTF) (före 20 januari 2023 benämnd Nationalföreningen för trafiksäkerhetens främjande) är en oberoende organisation som bildades 1934 och arbetar för allas rätt till en trygg och säker trafik. NTF består av 23 länsförbund. I nätverket finns också ett 70-tal medlemsorganisationer och över 100 lokala trafiksäkerhetsorganisationer. NTF finansieras av allmänna medel via Trafikverket.
Man arbetar med information, utbildning och opinionsbildning för att öka trafiksäkerheten. Ledstjärnan för verksamheten är Nollvisionen, bilden av ett samhälle där ingen dör eller skadas allvarligt i trafiken. Nollvisionen bygger på att både trafikanter och systemutformare, det vill säga de som påverkar trafiksystemet, tar sitt ansvar.
1969–2001 drev man Barnens trafikklubb. Organisationen ingår i Nordiska trafiksäkerhetsrådet.
21 april 2022 ansökte NTF:s styrelse om konkurs för den centrala verksamheten vilken beviljades 22 april. Detta skedde efter frysta bidrag från Trafikverket under pågående granskning av verksamheten. Inga oegentligheter uppdagades under granskningen och verksamheten kunde fortsätta genom regionala förbund. . Efter att den nationella verksamheten bedrivits av de tio regionala NTF-förbunden i samverkan så var dessa eniga den 9 december 2022 att återbilda den centrala organisationen under namnet Nationella trafiksäkerhetsförbundet och denna nya förening hade sitt första årsmöte 28 april 2023, efter ett konstituerande möte 20 januari 2024 då även nytt namn antogs.

## Generalsekreterare/VD för Nationalföreningen för trafiksäkerhetens främjande
- 1996–2001 Britt-Marie Utterström
- 2001–2007 Monica Öhman
- 2007–2012 Jan Sandberg[8]
- 2014–2015 Johan Lindström[9]
- 2015–2022 Marie Nordén[10]

### Fotnoter
1. ↑  ”Nationalföreningen för trafiksäkerhetens främjande”. Sveriges riksdag. 27 november 2012. http://www.riksdagen.se/sv/Dokument-Lagar/Fragor-och-anmalningar/Fragor-for-skriftliga-svar/Nationalforeningen-for-trafiks_H011142/. Läst 20 februari 2015.
2. ↑  Ingrid Jernberg (27 februari 2012). ”Berätta mer om Barnens trafikklubb” (på svenska). Sundsvalls tidning. Arkiverad från originalet den 21 augusti 2018. https://web.archive.org/web/20180821160527/https://www.st.nu/artikel/allmant/medelpad/beratta-mer-om-barnens-trafikklubb. Läst 21 augusti 2018.
3. ↑  ”NTF:s generalsekreterare: ”Vi måste ansöka om konkurs””. SVT Nyheter. 19 april 2022. https://www.svt.se/nyheter/lokalt/orebro/ntf-s-generalsekreterare-vi-kommer-att-ansoka-om-konkurs. Läst 6 mars 2025.
4. ↑  https://ntf.se/nyheter/2022/om-den-aktuella-situationen-for-ntf/
5. ↑  ”Nu tar NTF sats inför framtiden”. 2022. https://ntf.se/vara-tidigare-nyhetsbrev/ntfs-nyhetsbrev-nr-2-2022/. Läst 12 februari 2024.
6. ↑  ”Historiskt årsmöte för Nationella trafiksäkerhetsförbundet, NTF”. 2023. https://ntf.se/vara-tidigare-nyhetsbrev/ntfs-nyhetsbrev-nr-1-2023/. Läst 12 februari 2024.
7. ↑  ”Antagna stagar”. 2023. https://ntf.se/media/43533/stadgar-fo-r-ntf-antagna-2023-01-20.pdf. Läst 12 februari 2024.
8. ↑  Holm, Av Olle. ”NTFs vd Jan Sandberg slutar av besparingsskäl”. Motor-Magasinet. https://www.motormagasinet.se/article/view/415162/ntfs_vd_jan_sandberg_slutar_av_besparingsskal. Läst 21 april 2022.
9. ↑  NTF. ”Johan Lindström blir NTF:s första Generalsekreterare - Nyheter - Västmanland - NTF i ditt län - NTF”. vastmanland.ntf.se. https://vastmanland.ntf.se/nyheter/johan-lindstrom-blir-ntfs-forsta-generalsekreterare/. Läst 21 april 2022.
10. ↑  ”Marie Nordén - ny generalsekreterare för NTF”. Mynewsdesk. https://www.mynewsdesk.com/se/ntf/pressreleases/marie-norden-ny-generalsekreterare-foer-ntf-1108346. Läst 21 april 2022.